# 七瓣莲属
七瓣莲属（学名：Trientalis）是报春花科下的一个属，为多年生草本植物。该属共有2种，分布于北温带。

## 下属物种
- 七瓣莲 Trientalis europaea